# Барильце
«Бари́льце» (фр. La Patronne) — новела французького письменника Гі де Мопассана, видана у 1884 році. Твір розповідає про підступного шинкаря, який хитро розрахованим подарунком спроваджує на той світ селянку, з якою він підписав ділову угоду. В новелі висвітлені етико-юридичні проблеми шахрайства із використанням моральних вад жертви.

## Історія
Ця новела вперше була надрукована в газеті «Le Gaulois» 7 квітня 1884 року. Автор присвятив її Адольфові Таверньє. Пізніше твір увійшов до збірки «Сестри Рондолі». Український переклад «Барильця» належить перу Людмили Івченкової. Новела побачила світ у видавництві «Дніпро» двічі: у восьмитомному зібранні творів Гі де Мопассана (1969—1972) і двотомному виданні вибраних творів письменника (1990).

## Сюжет
Шинкар Проспер Шіко вже багато років умовляє тітку Маглуар продати йому свою ферму. Однак стара тілом «міцна, як церковний дзвін», а вдачею непоступлива, немов осел. Зрештою Шіко вдається зацікавити її вигідними умовами: він буде давати пані Маглуар щомісяця чималу суму, вона й далі житиме на своїй фермі, а після смерті весь її наділ перейде до шинкаря. Жінка погоджується і підписує угоду.
За три роки шинкар усвідомлює свою помилку. Бабця не збирається на той світ, а завдяки щомісячній «пенсії» від Шіко живе тепер краще, ніж будь-коли. Тоді він запрошує її до себе в гості, де частує найякіснішою горілкою. Стара Маглуар із задоволенням смакує почастунок. Помітивши це, Шіко дарує бабці ціле барильце хмільного напою. Самотня жінка, не маючи іншої розради, швидко перетворюється на алкоголічку. Шинкар удавано співчуває, а невдовзі отримує бажаний результат — напередодні Різдва п'яна стара гине на вулиці від переохолодження.

## Аналіз твору
В новелі «Барильце» Гі де Мопассан висвітлює декілька соціальних явищ. По-перше, це удаване добродійство, лицемірство, які письменник часто піддавав критиці у багатьох своїх творах. Зовні поведінка Шіко виглядає бездоганною. Він не дозволяє собі по відношенню до незручної сусідки не тільки фізичної агресії, а навіть психологічного тиску: розмовляє завжди приязно і схиляє Маглуар на свій бік не насиллям, а безперечно вигідними для неї умовами. Але усвідомивши, що за такої угоди йому з часом доведеться виплатити реальну вартість ферми, тут же вигадує шахрайську схему відчуження ласого майна. На цьому шляху він не зупиняється навіть перед убивством.
Другий акцент, який робить письменник у новелі, — це власне спосіб, в який це шахрайство здійснюється. Головний герой не вдається до прямого обману, це був би надто брудний метод досягнення мети і потенційно небезпечний для шинкаря, адже у разі викриття брехні Шіко загрожували соціальні санкції: щонайменше осуд односельців, а може й кримінальна справа. Тому засобом вбивства літньої жінки шинкар обирає її власний нездоровий нахил. Розрахувавши, що самотній людині без сторонніх порад важко усвідомлювати свої слабкості, шинкар вміло плекає в Маглуар любов до алкоголю, доки та не вбиває безпорадну жертву.
Третя особливість новели «Барильце» — це виняткова життєвість сюжету, який не є ані надуманим, ані старомодним. Висвітлена у творі проблема залишається актуальною і в XXI столітті, через багато років після смерті Гі де Мопассана. Схема відчуження майна у любителів спиртних напоїв через зумисне культивування поганої звички (так зване споювання) доволі поширена в країнах із високим рівнем алкоголізму. Зокрема, багато подібних випадків фіксують правники Росії, України. На відміну від мопассанівського сюжету такі випадки не завжди завершуються фізичною смертю жертви, часто доступ до майна зловмисники отримують, переселяючи жертву в інше житло, відправляючи її на примусове лікування, змушуючи продати майно або скоїти кримінальний злочин, що тягне за собою ув'язнення. Розслідування подібних злочинів вкрай неефективне, оскільки в більшості випадків (наприклад, як і в цій новелі) не вдається встановити зв'язок між діями злочинця і безпосереднім настанням смерті, оскільки деморалізована жертва здебільшого сама вчиняє шкоду власному здоров'ю чи майну.